# My Damnation
My Damnation é o segundo álbum de estúdio do Chelsea Grin. A banda entrou em estúdio no início de 2011 e terminou perto do meio do ano. A faixa-título foi lançada como single em 17 de abril de 2011. My Damnation foi lançado em 19 de julho de 2011 através da Artery Recordings.

## Tema e estilo musical
O vocalista, Alex Koehler afirmou que o álbum tem um conceito específico, em contraste com seus álbuns anteriores; "Eu queria fazer as letras baseadas mais em uma história de uma viagem de um homem de ser um tirano egoísta, de ser condenado ao inferno, em busca de perdão e salvação. Eu não estava tentando escrever um álbum religioso ou espiritual. Acabei de encontrar o conceito do céu e inferno completamente fascinante, por isso, faz com que seja fácil de escrever sobre isso".
As letras do álbum faz referência ao Inferno e condenação após a morte. Musicalmente, o álbum conta com palhetada alternada como principal estilo de tocar e fortes influências de black metal e doom metal, bem como muito mais solos de guitarra do que a de versões anteriores.

## Faixas
| My Damnation   |                                                                |         |  |
| N.º            | Título                                                         | Duração |  |
| 1.             | "The Foolish One"                                              | 3:39    |  |
| 2.             | "Everlasting Sleep"                                            | 3:18    |  |
| 3.             | "Behind a Veil of Lies"                                        | 3:23    |  |
| 4.             | "Kharon (Instrumental)"                                        | 1:18    |  |
| 5.             | "My Damnation"                                                 | 4:35    |  |
| 6.             | "Cursed"                                                       | 3:23    |  |
| 7.             | "Calling in Silence" (com Nate Johnson do Fit for an Autopsy)" | 5:01    |  |
| 8.             | "Oblivion"                                                     | 3:35    |  |
| 9.             | "Last Breath"                                                  | 3:56    |  |
| 10.            | "All Hail the Fallen King (com Phil Bozeman do Whitechapel)"   | 2:52    |  |
| Duração total: | Duração total:                                                 | 38:11   |  |

## Créditos
Chelsea Grin
- Andrew Carlston - bateria
- David Flinn - baixo
- Jaek Harmond - guitarras
- Dan Jones - guitarras
- Alex Koehler - vocal
- Michael Stafford - guitarra

Produção
- Produzido, mixado e projetado por Chris "Zeuss" Harris
- Artwork por Brian P.
- Johnson Layout criado por Mike Milford
- Fotografia por Jeremy Saffe